# Paul Kirchhoff
Pour les articles homonymes, voir Kirchhoff.
Paul Kirchhoff est un anthropologue allemand devenu mexicain, né le 17 août 1900 à Hörste, un faubourg de Halle, en Allemagne, et mort le 9 décembre 1972 à Mexico. 

## Biographie
Paul Kirchhoff commence par étudier la théologie protestante et les religions comparées à l'Université Humboldt de Berlin, puis à l’Université de Fribourg-en-Brisgau. Au milieu des années 1920, il entreprend des études complémentaires en ethnologie et psychologie à l’Université de Leipzig. C’est là qu’il développe un intérêt croissant pour les cultures indigènes des Amériques. En 1928, il se rend aux États-Unis, pour travailler sous la conduite d’Edward Sapir jusqu’en 1930, et y étudie le navajo. Il rentre en Allemagne pour y soutenir sa thèse de doctorat en 1931.
En 1932, il se rend en Angleterre où il travaille avec Bronisław Malinowski. L'année suivante, il obtient une bourse pour étudier les questions foncières en Irlande. Après la prise du pouvoir par les nazis en Allemagne, il ne peut retourner dans son pays natal à cause de ses opinions politiques. Il se rend alors en France, où il travaille avec Paul Rivet à la transformation de l'ancien Musée d’ethnographie du Trocadéro en nouveau Musée de l'Homme.
Installé au Mexique à partir de 1937, il est l’un des co-fondateurs de l'École nationale d'anthropologie et d'histoire en 1938 et est chercheur à l’Université nationale autonome du Mexique. Il définit le concept de Mésoamérique pour l'étude et la classification de l'ethnographie de la région mexicaine et centro-américaine. Il réalise d'importantes recherches sur les cultures du Mexique précolombien.
Kirchhoff propose aussi, sans être suivi en cela (en tout cas pas aux États-Unis), de nommer l’aire culturelle particulière qui occupe le nord-ouest du Mexique et le Sud-Ouest des États-Unis « Oasisamérique » et le nord aride du Mexique, Aridamérique.

## Engagement politique
Issue d’une famille politiquement très à gauche et proche du révolutionnaire allemand Karl Liebknecht, Kirchhoff s'engage très tôt dans l’action politique et, dans les années 1930, est brièvement membre du Parti communiste d'Allemagne KPD, puis d’une dissidence trostkyste, mais sans approuver l’entrisme prôné par Léon Trotski.
En 1937, Kirchhoff quitte les États-Unis pour le Mexique. Là, il rompt rapidement avec les courants trostkystes dissidents, et prend, à contre-courant, une position de neutralité à propos de la Guerre d'Espagne. Après 1941, Kirchhoff semble se retirer de la vie politique active.